# دون‌ژوان

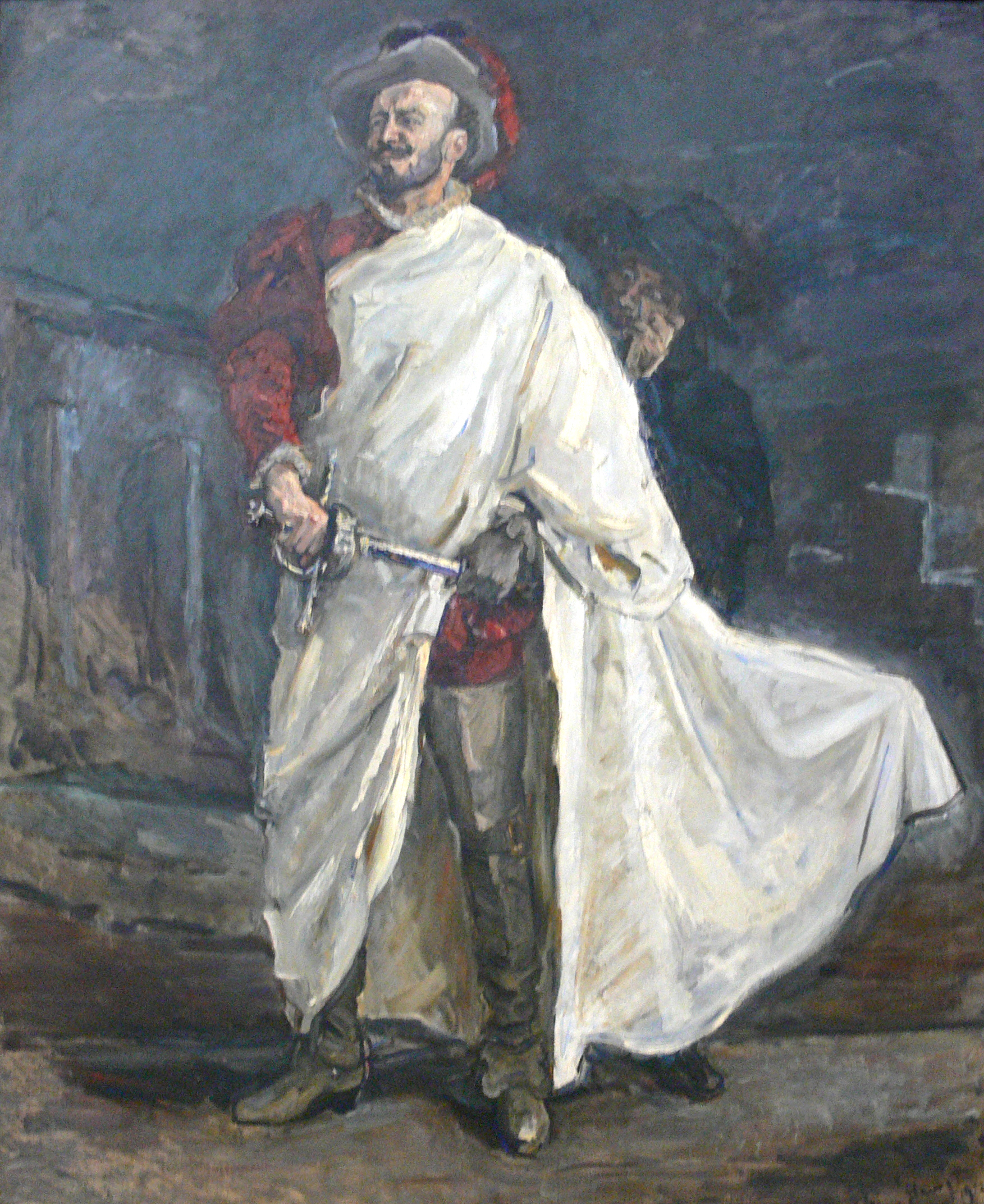
دن خوان در اپرای موتزارت "دن جیووانی",

دون‌ژوان و یا تلفظ نام به زبان اسپانیایی دُن خوان (به اسپانیایی) یا دُن جیووانی (به ایتالیایی) (به اسپانیایی: Don Juan) لاابالی افسانه‌ای است که داستانش بارها توسط بسیاری از نویسندگان گفته است. (شیاد سویل و سنگ مهمان) تیرسو د مولینا یک مجموعه نمایش در قرن چهاردهم است که در اسپانیا حدود ۱۶۳۰ منتشر شد. شواهد حاکی از آن است که این اولین نسخه‌ی کتبی از دون‌ژوان افسانه است. در میان بهترین آثار شناخته شده در مورد این شخصیت امروزی مولیر بازی "دون‌ژوان یا جشن با سنگ" (۱۶۶۵)، حماسه شعر «دون خوان» از بایرون (۱۸۲۱)، شعر خوزه د اسپرونسدا «دانش آموز سالامانکا» (۱۸۴۰) و نمایش «دون‌ژوان تنوریو» از خوزه زوریلا (۱۸۴۴). در کنار اثر زوریلا (که هنوز هم هر سال در دوم نوامبر در سراسر جهان اسپانیایی زبان اجرا می‌شود)، مسلماً بهترین نسخه شناخته شده‌است «دن جیووانی»، اپرای ساخته شده توسط ولفگانگ آمادئوس موتزارت با اپرانامهٔ لورنزو دا پونته، برای اولین بار در سال ۱۷۸۷ در پراگ انجام شده ( جیاکامو کازانوا درمیان تماشاچیان) و به خودی خود منبع الهام برای آثار زمان هافمن، الکساندر پوشکین، سورن کیرکگارد، جورج برنارد شاو و آلبر کامو.
دون‌ژوان به معنی "زنباره" نیز به کار می‌رود، به خصوص در زبان عامیانه اسپانیایی، و اغلب در اشاره به اعتیاد جنسی مورد استفاده قرار گرفته ‌است.

## افسانه دون‌ژوان
اگر چه بازخوانیهای مختلف اسطوره دون‌ژوان تفاوت‌هایی را نشان می‌دهد ، خط اصلی داستان یکی است. با شروع کار تیرسو ، دون‌ژوان به عنوان ثروتمند، افسار گسیخته اغواکننده است که زندگی خود را اختصاص داده است به اغوای زنان، در نظر گرفتن غرور و افتخار بزرگ را در توانایی‌های خود را از راه بدر کردن زنان در تمام سنین در زندگی اش به تصویر کشیده شده‌است. زندگی او همراه با خشونت و قمار نیز بوده‌است، و در بسیاری از بازنویسی‌ها (تیرسو ، اسپرونسدا ، زوریلا از تیم)، دُن گونزالو ، پدر دختری که اغوا کرده‌است، دونا آنا ،را می کشد. در اینجا داستان به صحنه معروف آخرین شام می‌رسد که در آن دون‌ژوان، پدر مرده را به شام دعوت می‌کند. پایان ماجرا بستگی دارد به نسخه‌ای از افسانه که خوانده می‌شود. نمایش اصلی تیرسو به عنوان قصه‌ای دینی علیه روش‌های گناه آلود دون‌ژوان بوده، و با مرگ او به پایان می‌رسد، و خدا آمرزش او را رد می‌کند. دیگر نویسندگان و نمایشنامه نویسان پایان خود را دارند. دان فلیکس در اثر اسپرونسدا ،مرده و به اراده خود به جهنم می‌رود ، در حالی که دون‌ژوان زوریلا درخواست بخشش الهی کرده، و خواسته اش پذیرفته می‌گردد. شخصیت دون خوان تا به امروز، الهام بخش بسیاری از تفاسیر مدرن بوده ‌است.